# 長野県立木曽青峰高等学校
もしかして
- 長野県木曽青峰高等学校

ではありませんか？